# الخطوط الجوية الجزائرية الرحلة 6289
رحلة الخطوط الجوية الجزائرية 6289 كانت طائرة من نوع بوينغ 737 متجهة نحو مطار هواري بومدين الدولي بالعاصمة الجزائر.
أقلعت الطائرة المنكوبة من مطار تمنراست في الساعة 15:45 بالتوقيت المحلي. أبلغ شهود عيان أن نيرانُا كانت تنبعث من أحد المحركات أثناء إقلاعها، حيث نجا شخص واحد من بين كل الركاب البالغ عددهم 102 شخص. الراكب الوحيد الذي نجا كان جندي يبلغ من العمر 28 سنة. في وقت وقوع الحادث ، كانت كارثة الطيران الأكثر دموية في الأراضي الجزائرية.
وخلص التحقيق إلى أن خطأ طاقم الطائرة تسبب في تحطم الطائرة بعد عطل بالمحرك بعد وقت قصير من الإقلاع. تولى قبطان الرحلة 6289 السيطرة من الضابط الأول دون تحديد مناسب لحالة الطوارئ الفعلية. نظرًا لعدم تمكن طاقم الرحلة من فهم السبب الدقيق لحالة الطوارئ ، لم تُتخذ الإجراءات التصحيحية المناسبة. انخفضت السرعة بشكل كبير وتحطمت الطائرة على الأرض.

## الطائرة
إنها طائرة بوينغ 737-200، نسخة موسعة من طائرة 737-100. تم إطلاق هذه الطائرة في عام 1965، ودخلت الخدمة في عام 1968. وتم تسليم آخر طائرة 737-200 في 8 أغسطس 1988 إلى شركة طيران شيامن. تم تسليم الطائرة المعنية، مسجلة 7T-VEZ، إلى الخطوط الجوية الجزائرية في 8 ديسمبر 1983.

## المحركات
تم تجهيز الطائرة بمحركين Pratt & Whitney JT8D-17A. قام محرك JT8D بأول رحلة له في عام 1964 لطائرة بوينج 737-100. تم إنتاج 11800 وحدة. ثم تم تطوير العديد من المتغيرات لهذا المحرك، بما في ذلك JT8D-17A5. هذا الفريق الأخير من بوينج 727-200 و 737-200، بالإضافة إلى ماكدونيل دوغلاس واي سي -15. بفضل العدد الصغير للأجزاء التي يتكون منها وبسهولة الوصول إليه، فإن المحرك في مجموعة JT8D مشهور بكونه سهل الصيانة.

## وصف
خلال الإقلاع على المدرج 02 من مطار تمنراست، سُمع ضجيج عالي بعد الدوران. عانى المحرك السليم للطائرة من احتراق محدود. كما تحولت الطائرة إلى اليمين. تولى القائد السيطرة ولكن الطائرة تناقصت سرعتها وتوقفت ثم تحطمت على يمين المدرج.

## أسباب الحادث
كان الحادث نتيجة:
- فقدان محرك أثناء الإقلاع.
- الفشل في إعادة إدخال معدات الهبوط بعد الفشل.
- الأوامر التي يتخذها القبطان، قبل تحديد الخطأ بالكامل.

## الركاب
| البلد           | عدد الركاب | الطاقم | الكل |
| --------------- | ---------- | ------ | ---- |
| الجزائر         | 78         | 6      | 84   |
| كندا            | 5          | 0      | 5    |
| فرنسا           | 9          | 0      | 9    |
| ألمانيا         | 1          | 0      | 1    |
| اليابان         | 1          | 0      | 1    |
| هولندا          | 2          | 0      | 2    |
| المملكة المتحدة | 1          | 0      | 1    |
| الكل            | 97         | 6      | 103  |